# Pauline Hopkins

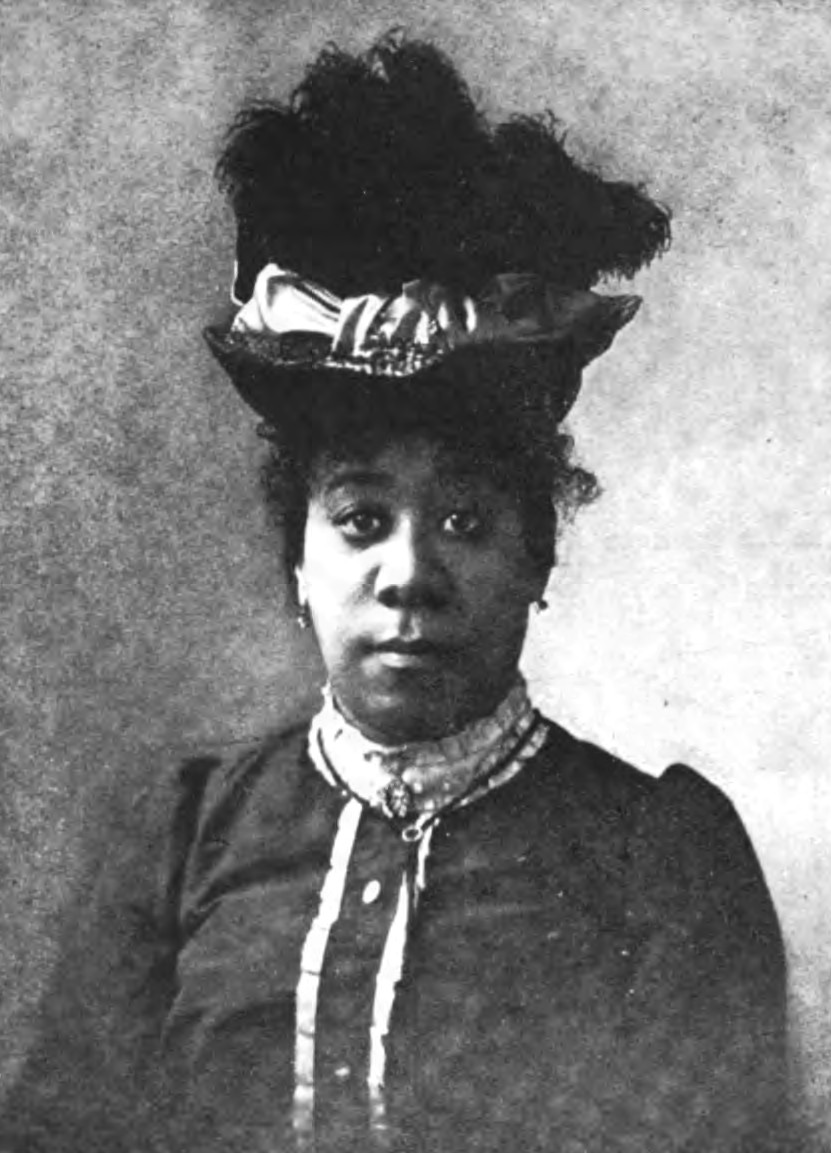
Hopkins ca. 1901

Pauline Elizabeth Hopkins (* 23.Mai 1859 in Portland Maine; gestorben 13. August 1930 in Cambridge, Massachusetts) war eine US-amerikanische Autorin, Journalistin, Theaterautorin und Historikerin. Hopkins gilt aus Pionier, da ihre Werke meist Themen um Gesellschaft und Ethnizität behandelten: beispielsweise in ihrer ersten Novelle "Contending Forces: A Romance Illustrative of Negro Life North and South". Des weiteren erlangte Hopkins Bekanntheit durch ihre Beiträge als Editorin in der Zeitschrift  "Colored American Magazine" , welches als eines der ersten Periodikum gilt, welches insbesondere Afro-Amerikanische Kultur in den Vordergrund stellte, durch die Veröffentlichung von Kurzgeschichten, Essays und Feuilletonromanen. Hopkins hatte darüber hinaus auch Verbindungen zu anderen einflussreichen Afro-Amerikanern wie Booker T. Washington oder William Wells Brown.
Hopkins verbrachte den Großteil ihrer Lebzeiten in Boston, Massachusetts, wo sie die meisten ihrer Werke verfasste. Durch ihre Aktive Beteiligung am damaligen Diskurs über Rasse, Politik und Feminismus, gilt Hopkins als eine der wichtigsten Intellektuellen des frühen 20. Jahrhunderts. Durch ihre Arbeit galt sie als große Förderin des "racial uplift".

## Leben
Hopkins wurde am 23. Mai 1859 als Tochter von Benjamin Northrup and Sarah A. Allen in Portland, im Bundesstaat Maine geboren, aufgewachsen ist sie jedoch in Boston, Massachusetts. Hopkins Mutter, Sarah A. Allen ließ sich scheiden und lernte kurze Zeit später William Hopkins kennen. Erst im Alter von 20 Jahren nahm Pauline Hopkins den Nachnamen ihres Stiefvaters an. Pauline Hopkins' Vater Northrup genoss aufgrund seiner politischen Verbindungen großen Einfluss in Providence, Rhode Island. Ihre Mutter, Sarah A. Allen kam aus Exeter, New Hampshire. Hopkins' Vorfahren lassen sich bis Thomas and Nathaniel Paul nachverfolgen, welche für ihre baptistische Predigt bekannt waren, und der letztere für die Gründung der ersten schwarzen Baptistengemeinde im Raum Boston.
Durch ihre akademische Förderung ihrer Familie, entwickelte Hopkins ein Interesse und Wertschätzung für die Literatur. Neben ihrem akademisch geprägten Haushalt wurde Hopkins zusätzlich im Kindesalter durch die Werke des afroamerikanischen Autors Frederick Douglass inspiriert, welchem sie später "Gottes gleiche Fähigkeiten" zusprach. Nach Beendigung ihres zweiten Schuljahres an der Girls High School im Jahre 1874 nahm Hopkins an einem Essay-Wettbewerb teil, veranstaltet von Congregational Publishing Society of Boston und finanziert von ehemaligen Sklaven, Romancier William Wells Brown. Mit ihrer Abgabe "Evils of Intemperance and Their Remedy" gewann die junge Hopkins und somit ein Preisgeld von 10 Dollar.
Hopkins erlangte zunehmende Bekanntheit als durch diverse Tätigkeiten als Theaterauthorin, Schauspielerin und Sängerin. Im März 1877 nahm sie an ihrer ersten Aufführung teil: "Pauline Western, the Belle of Saratoga". Anschließend spielte sie diverse Rollen und erhielt durchaus positive Rückmeldungen. Sie entschied sich jedoch erst 1900 dazu, den Fokus verstärkt auf ihre literarische Werke zu richten.

## Karriere in der Literatur

### Theaterstücke, Novelle und Kurzgeschichten
Als eines ihrer ersten Bekannten Veröffentlichungen gilt das Theaterstück "Slaves’ Escape; or, The Underground Railroad", erstmals aufgeführt im Oakland Garden in Boston in 1880. Kurze Zeit später verfasste sie ein weiteres, jedoch unveröffentlichtes Werk "One Scene from the Drama of Early Days", welches eine dramatisierte Darstellung der biblischen Geschichte von Daniel in der Löwengrube war. Ihre Kurzgeschichte "Talma Gordon" (1900) wird oft als das erste Afro-Amerikanische Mystery Werk gehandelt. In ihrer ersten Novelle "Contending Forces: A Romance Illustrative of Negro Life North and South"  (1900) erforschte Hopkins die Schwierigkeiten Schwarzer Amerikaner inmitten der rassistisch Motivierten Gewalt nach Ende des Amerikanischen Bürgerkriegs. In den darauffolgenden Jahren veröffentlichte Hopkins von 1901 bis 1903 drei Fortsetzungsromane im African-American periodical Colored American Magazine: "Hagar's Daughter: A Story of Southern Caste Prejudice", "Winona: A Tale of Negro Life in the South and Southwest", und "Of One Blood: Or, The Hidden Self.  

#### Of One Blood: Or, The Hidden Self
Das letzte Werk "Of One Blood: Or, The Hidden Self. erschien erstmals in Fortsetzungsform im The Colored American Magazine  von November 1902 bis 1903. Elemente des Werkes werden oft mit Goethes' Faust verglichen. Of One Blood: Or, The Hidden Self  erzählt die Geschichte von Reufel Briggs, einem Medizin Studenten, welchem es weder egal ist schwarz zu sein, noch afrikanische Geschichte zu wertschätzen weiß. Jedoch findet sich dieser auf einer Archeologischen Reise in Ehtiopien wieder. Sein Motiv für die Reise ist es, das Land seiner verlorenen Schätze zu berauben. Doch, er entdeckt viel mehr, als er erwartet hatte: die schmerzhafte Wahrheit über Blut, Rasse und die Hälfte seiner Geschichte, die nie erzählt wurde. Hopkins schrieb den Roman mit der Absicht, ihren eigenen Worten zufolge „das Stigma der Erniedrigung von (der schwarzen) Rasse zu beseitigen“. Der Titel Of One Blood bezieht sich auf die biologische Verwandtschaft aller Menschen. Obwohl Of One Blood: Or, The Hidden Self ein fiktionales Werk ist, entwickelt Hopkins in ihrem Roman ein historisches Argument, indem sie historische und literarische Quellen sowie Reiseberichte verwendet.

#### Colored American Magazine

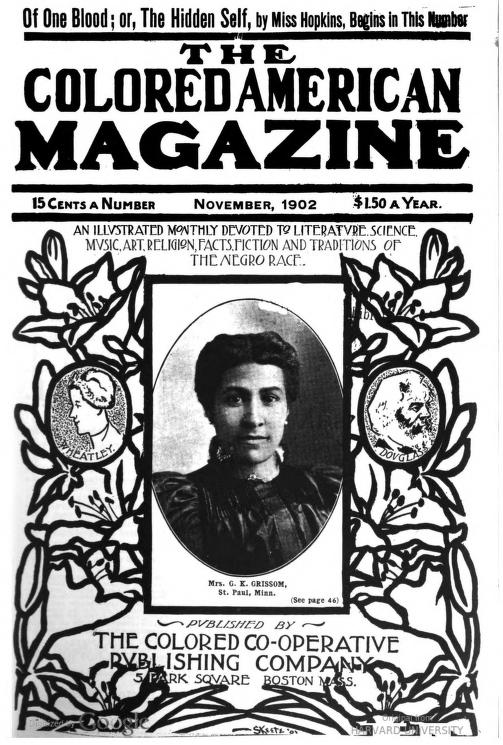
Original cover des Magazins aus ca. November 1902

Von Anbeginn der 9 Jahre lang publizierten Colored American Magazine galt Pauline Hopkins als einer ihrer wichtigsten Akteure. Hopkins' Kurzgeschichte "The Mystery Within Us" wurde in der ersten Ausgabe inkludiert. Mit der zweiten Ausgabe wurde Hopkins auch Editorin. Zusätzlich veröffentlichte Hopkins Sketches bekannt unter dem Namen "Famous Women of the Negro Race" and "Famous Men of the Negro Race." Obwohl Hopkins oftmals auf den Pseudonym Sarah A. Allen zurückgriff, begann Hopkins durch ihre Arbeit beim Colored American Magazine auch öffentlich Anerkennung zu finden. Daraus resultierend erhielt Hopkins das Angebot, Mitglied des Vorstands, Aktionär und Gläubiger der Zeitschrift zu werden. Aufgrund gesundheitlicher Probleme musste Hopkins im Jahr 1904 ihre Tätigkeit beim Magazin niederlegen.

#### New Era Magazine

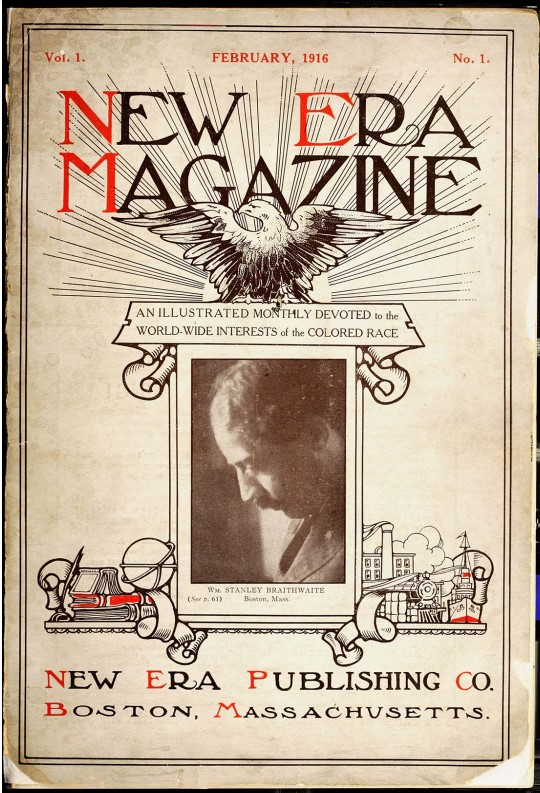
Cover New Era Magazine, 1. Ausgabe Februar 1916

Hopkins letzte bedeutende Werke als Authorin kamen bei der Formation des in Boston ansäßigen New Era Magazins, welches sie selbst zusammen mit Walter Wallace ins Leben gerufen hatte. Obwohl das Magazin die Ambition hatte, einen Platz für die literarischen und politischen Interessen Schwarzer Amerikaner zu bieten, schaffte das Magazin lediglich zwei Ausgaben zu veröffentlichen und musste dementsprechend im Jahre 1916 eingestellt werden. Das Magazin erreichte wenig Beachtung im akademischen Diskurs seiner Zeit und gilt demnach als Hopkins'  Fehltritt und setzte somit ein ruhiges Ende ihrer literarischen Karriere.

## Rezeption
Nach der Vorstellung von Contending Forces beim Women’s Era Club in Boston verbreiteten sich Lesungen des Romans in weiteren Frauenvereinen im ganzen Land. Er wurde von Alberta Moore Smith, der Vorsitzenden des Colored Women’s Business Club in Chicago, als „zweifellos das Buch des Jahrhunderts ... fesselnd von der ersten bis zur letzten Seite“ gefeiert. 
Dennoch erhielt Hopkins wenig öffentliche Anerkennung im Vergleich zu ihren männlichen Kollegen. Ihr Name geriet folge dessen in Vergessenheit in den Zeiten der "Harlem Renaisance". Viele Details über ihr Leben gerieten in Vergessenheit, bis  Ann Allen Shockley's biografischen Essay "Pauline Elizabeth Hopkins: A Biographical Excursion into Obscurity" (1972). Woran sich 1988 die Aufnahme ihrer Werke in die Schomburg Library of Nineteenth-Century Black Women Writers anschloss.

## Vermächtnis
Hopkins bleibt als erste Afro-Amerikanische Authorin eines Mystery Drama in Errinerung. Sie gilt zudem als einer der wichtigsten Mitwirkenden Figuren des Colored People Magazines. Ihre diversen Beiträge für das Magazin "Famous Women of the Negro Race" (1901–1902) waren bekannt dafür, gegen Stereotypen über Afro-Amerikaner anzukämpfen, oftmals beleuchtet sie dabei insbesondere die Perspektive und Erfahrungen von Frauen. 1988 veröffentlichte die Oxford University Press "The Schomburg Library of Nineteenth-Century Black Women Writers " unter Henry Louis Gates als Gesamtleiter. Hopkins Novel " Contending Forces: A Romance Illustrative of Negro Life North and South (with an introduction by Richard Yarborough)" wurde im Zuge dessen als Neuauflage veröffentlicht. Gleiches galt für ihre Magazin Romane, inklusive eines Vorwortes von Hazel Carby. Damit wollte Carby, Hopkins Namen zurück in die Literaturwissenschaftliche Sphäre bringen, um ihren Einfluss auf Autoren der Gegenwart, Zukunft und Vergangenheit ersichtlich zu machen. 
Ihr Schaffen wird durch Richard Yarborough häufig zusammen mit anderen bedeutsamen afroamerikanischen Autorinnen und Autoren ihrer Zeit wie Charles Chestnut, Paul Laurence Dunbar und Sutton Griggs gleichermaßen gewürdigt. Im Verhältnis zu weiblichen Publikationen nennt Yaraborough sie "Die produktivste Schwarze Autorin zum Zeitpunkt der Jahrhundertwende"
„Das Vermächtnis der Northup-Familie, das Pauline Hopkins für sich beanspruchte, war geprägt von beeindruckendem öffentlichem Engagement, furchtlosem bürgerschaftlichen Ehrgeiz und starkem Gemeinschaftsbewusstsein.“

## Tod
Die Jahre vor ihrem tot war Hopkins als Stenografin für die Massachusetts Institute of Technology beschäftigt. Am 12. August 1930 verstarb Hopkins in Folge von durch einen Unfall verursachten Verletzungen. Hopkins trug Verbände an ihren Armen für ihre Neuritis, diese waren mit Linimenten eingerieben, welche aufgrund eines in ihrem Zimmer stehenden Ofens anfingen, Feuer zu fangen. Sie verstarb in Cambridge, Massachusetts und wurde auf einem Friedhof in Chelsea,  Massachusetts begraben. Obwohl die Autorin den Großteil ihres Lebens in dieser Region verbrachte, wurde ihr Tod nicht in lokalen Todesanzeigen aufgeführt. Die Zeitungen Chicago Defender sowie die Baltimore-Afro-American berichteten zwar beide von Hopkins Tod, gaben jedoch beide das falsche Todesalter der Autorin an (79 Jahre). Laut Sterberegister vom Cambridge des Massachusetts Department of Vital Statistics bestätigte, dass ihr tatsächliches Todesalter bei 71 Jahren lag.

## Veröffentlichungen
Eine Auflistung ihrer bekanntesten Werke:
- Slaves' Escape; or, The Underground Railroad, 1880.
- Contending Forces: A Romance Illustrative of Negro Life North and South Archived 2016-10-10 at the Wayback Machine, 1900.
- "Talma Gordon". First published in The Colored American Magazine, 1900.
- Hagar's Daughter: A Story of Southern Caste Prejudice. First published serially in The Colored American Magazine, 1901–02.
- Winona: A Tale of Negro Life in the South and Southwest. First published serially in The Colored American Magazine, 1902–03.
- Of One Blood: Or, The Hidden Self. First published serially in The Colored American Magazine, 1903.
- Of One Blood: Or, the Hidden Self. Edited by Deborah McDowell. Washington Square Press, 2004.
- Of One Blood: Or, the Hidden Self. Edited, with notes, by Eric R. Guignard and Leslie S. Klinger. Poisoned Pen Press/Horror Writers Association (Haunted Library of Horror Classics), 2021. This edition featured an introduction by Nisi Shawl.
- Of One Blood: Or, the Hidden Self. Edited by Eurie Dahn and Brian Sweeney. Broadview Press, 2022.
- Of One Blood was rereleased by the MIT Press as part of the Radium Age Series in 2022. This edition featured an introduction by Minister Faust.[10]